# Stazione meteorologica di Mondovì

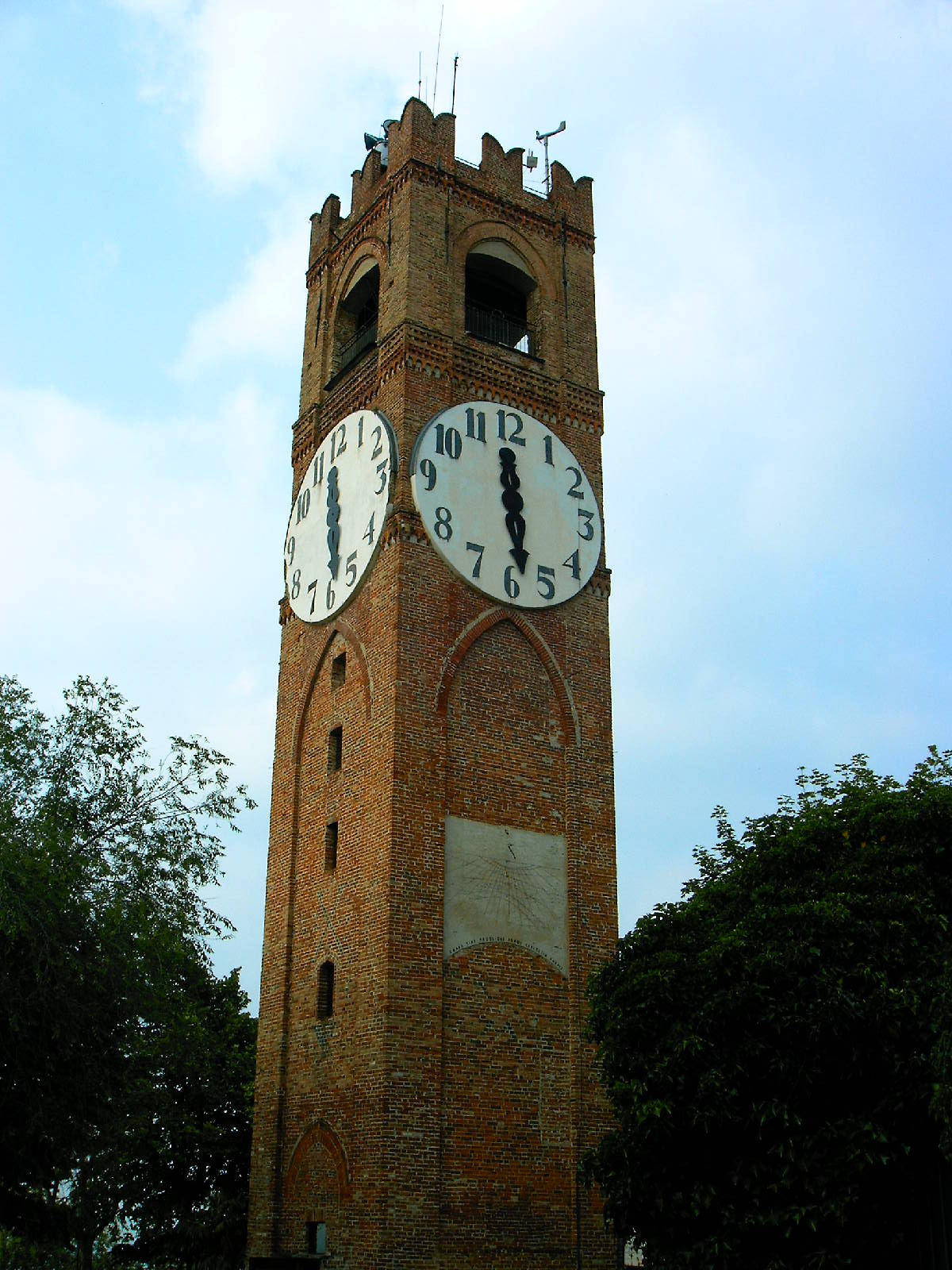
La Torre Bressani con gli strumenti meteorologici collocati alla sua sommità.

La stazione meteorologica di Mondovì è la stazione meteorologica di riferimento per il servizio meteorologico dell'Aeronautica Militare e per l'Organizzazione Mondiale della Meteorologia, relativa alla località di Mondovì.

## Caratteristiche
La stazione meteorologica si trova nell'Italia nord-occidentale, in Piemonte, in provincia di Cuneo, nel comune di Mondovì, a 560 metri s.l.m. e alle coordinate geografiche 44°23′25.37″N 7°49′43.8″E.
Dal 1984 la stazione meteorologica è collocata alla sommità della Torre Bressani nei Giardini del Belvedere (Parco del Tempo); precedentemente era in funzione a Mondovì un'altra stazione del Servizio Meteorologico dell'Aeronautica Militare che venne dismessa nel 1962.

## Medie climatiche ufficiali

### Dati climatologici 1961-1990
In base alla media del trentennio di riferimento climatico 1961-1990, convenzionalmente fissata dall'Organizzazione meteorologica mondiale e definita Climate Normal (CLINO), la temperatura media del mese più freddo, gennaio, si attesta a +2,9 °C; quella del mese più caldo, luglio, è di +22,1 °C.
Le precipitazioni medie annue  si aggirano sugli 800 mm, mediamente distribuite in  68 giorni, con minimi in inverno ed estate e picchi massimi in primavera ed autunno.
La nuvolosità media annua si attesta a 4 okta giornalieri con minimo di 3,1 okta a luglio e agosto e un massimo di 4,8 okta ad aprile.
| Mondovì (1961-1990)         | Mesi | Mesi | Mesi | Mesi | Mesi | Mesi | Mesi | Mesi | Mesi | Mesi | Mesi | Mesi | Stagioni | Stagioni | Stagioni | Stagioni | Anno |
| Mondovì (1961-1990)         | Gen  | Feb  | Mar  | Apr  | Mag  | Giu  | Lug  | Ago  | Set  | Ott  | Nov  | Dic  | Inv      | Pri      | Est      | Aut      | Anno |
| --------------------------- | ---- | ---- | ---- | ---- | ---- | ---- | ---- | ---- | ---- | ---- | ---- | ---- | -------- | -------- | -------- | -------- | ---- |
| T. max. media (°C)          | 5,7  | 7,5  | 11,4 | 14,3 | 19,3 | 23,0 | 26,3 | 26,0 | 21,5 | 15,3 | 9,4  | 7,0  | 6,7      | 15,0     | 25,1     | 15,4     | 15,6 |
| T. min. media (°C)          | 0,1  | 1,2  | 4,3  | 6,9  | 11,5 | 14,7 | 17,9 | 17,8 | 14,5 | 9,5  | 4,4  | 1,5  | 0,9      | 7,6      | 16,8     | 9,5      | 8,7  |
| Nuvolosità (okta al giorno) | 3,6  | 3,5  | 4,1  | 4,8  | 4,6  | 4,2  | 3,1  | 3,1  | 4,0  | 4,6  | 4,5  | 4,1  | 3,7      | 4,5      | 3,5      | 4,4      | 4,0  |
| Precipitazioni (mm)         | 22   | 22   | 61   | 142  | 100  | 72   | 32   | 32   | 65   | 105  | 98   | 47   | 91       | 303      | 136      | 268      | 798  |
| Giorni di pioggia           | 3    | 4    | 5    | 10   | 9    | 7    | 3    | 4    | 5    | 8    | 6    | 4    | 11       | 24       | 14       | 19       | 68   |

## Valori estremi

### Temperature estreme mensili dal 1946 ad oggi
Nella tabella sottostante sono riportate le temperature massime e minime assolute mensili, stagionali ed annuali dal 1946 ad oggi, con il relativo anno in cui queste sono state registrate. La massima assoluta del periodo esaminato di +40,2 °C è del giugno 2019, mentre la minima assoluta di -17,5 °C è del gennaio 1947.
| Mondovì (1946-2023)   | Mesi         | Mesi         | Mesi        | Mesi        | Mesi        | Mesi        | Mesi        | Mesi        | Mesi        | Mesi        | Mesi        | Mesi         | Stagioni | Stagioni | Stagioni | Stagioni | Anno  |
| Mondovì (1946-2023)   | Gen          | Feb          | Mar         | Apr         | Mag         | Giu         | Lug         | Ago         | Set         | Ott         | Nov         | Dic          | Inv      | Pri      | Est      | Aut      | Anno  |
| --------------------- | ------------ | ------------ | ----------- | ----------- | ----------- | ----------- | ----------- | ----------- | ----------- | ----------- | ----------- | ------------ | -------- | -------- | -------- | -------- | ----- |
| T. max. assoluta (°C) | 24,8 (2015)  | 25,6 (2012)  | 27,0 (2015) | 30,0 (2011) | 33,2 (2009) | 40,2 (2019) | 38,6 (1947) | 38,2 (1947) | 33,4 (2006) | 28,2 (2011) | 23,2 (2013) | 23,0 (1961)  | 25,6     | 33,2     | 40,2     | 33,4     | 40,2  |
| T. min. assoluta (°C) | −17,5 (1947) | −11,0 (1986) | −8,4 (1949) | −1,6 (1991) | −1,2 (2019) | 5,8 (1953)  | 8,4 (1955)  | 7,4 (1955)  | 5,8 (1988)  | −1,6 (1997) | −4,8 (1947) | −13,8 (1946) | −17,5    | −8,4     | 5,8      | −4,8     | −17,5 |